# Wiesław Poznański
Wiesław Poznański (ur. 16 grudnia 1930 w Kamionce Strumiłowej, zm. 30 maja 2021 we Wrocławiu) – polski zootechnik, specjalizujący się w hodowli i technologii produkcji trzody chlewnej; nauczyciel akademicki związany z Akademią Rolniczą we Wrocławiu.

## Życiorys
Urodził się 16 grudnia 1930 roku w Kamionce Strumiłowej, w województwie tarnopolskim, gdzie ukończył szkołę podstawową. Do gimnazjum ogólnokształcącego uczęszczał w Iwoniczu Zdroju, a następnie w Dębowcu. Po zdaniu małej matury wstąpił do Podkarpackiego Liceum Rolniczego w Suchodole, które ukończył w 1949 roku jako technik rolnik. Przez następne dwa lata pracował najpierw w Powiatowym Związku Gminnych Spółdzielni „Samopomoc Chłopska” w Brzozowie, a później na stanowisku zootechnika w Zespole Państwowego Gospodarstwa Rolnego Widacz. Studia na Wydziale Zootechnicznym Wyższej Szkoły Rolniczej we Wrocławiu ukończył w 1956 roku. Bezpośrednio po ich ukończeniu podjął pracę na swojej macierzystej uczelni. Stopień naukowy doktora nauk rolniczych otrzymał w 1963 roku na podstawie pracy pt. Badania nad skutecznością niektórych sposobów zapobiegania anemii u prosiąt, a kilka lat później doktora habilitowanego na podstawie rozprawy nt. Badania nad kształtowaniem się niektórych wskaźników produkcyjnych i ekonomicznych u loch żywionych różnymi zestawami pasz oraz możliwościami modyfikacji tradycyjnego systemu ich użytkowania.
W 1950 roku odbył 6-miesięczny staż naukowo-produkcyjny w Zootechnicznym Zakładzie Doświadczalnym Instytutu Zootechniki w Czechnicy oraz przebywał na krótkoterminowych stażach naukowych w uczelniach rolniczych Brna, Nowego Sadu, Belgradu, Monachium, a także uczestniczył w wyjazdach specjalistycznych do Niemiec, Austrii, Danii, Holandii oraz Szwajcarii.
Od chwili podjęcia pracy na uczelni nieprzerwanie pracował w Zakładzie Hodowli Trzody Chlewnej, przemianowanej następnie na Katedrę, na stanowiskach: asystenta (1955–1958), starszego asystenta (1958–1963), adiunkta (1964–1976), docenta (1976–1989), profesora nadzwyczajnego (1989–1996) i profesora zwyczajnego (od 1996). Poza działalnością naukowo-dydaktyczną pełnił także wiele ważnych funkcji organizacyjnych, od 1978 do 1982 roku był prodziekanem, a następnie dziekanem Wydziału Zootechnicznego, kierownikiem-kuratorem Katedr Hodowli Koni i Owiec (1982–1984) i kierownikiem Katedry Hodowli Trzody Chlewnej w latach 1990–1997.

## Dorobek naukowy
Wiesław Poznański jest autorem 2 podręczników i 3 skryptów, 175 opracowań, w tym 71 oryginalnych prac twórczych. Należy do specjalistów w dziedzinie hodowli i technologii produkcji trzody chlewnej, zajmujących się głównie żywieniem loch i prosiąt i systemami utrzymania oraz zagadnieniami organizacyjnymi. 

## Ordery i odznaczenia
- Krzyż Oficerski Orderu Odrodzenia Polski[4]
- Krzyż Kawalerski Orderu Odrodzenia Polski[4]
- Złoty Krzyż Zasługi[4]
- Medal Komisji Edukacji Narodowej[4]
- Odznaka honorowa „Zasłużony dla rolnictwa”
- Medal „Za Zasługi dla Akademii Rolniczej we Wrocławiu”[4]
- odznaki za zasługi dla województw: legnickiego, wrocławskiego, zielonogórskiego i miasta Wrocławia[1]